# 아와가사키촌
아와가사키촌(粟崎村)은 이시카와현 이시카와군에 존재했던 촌이다.

## 지리
- 현재 가나자와시 북부에 위치하고 있으며, 동해에 면한 오노강의 하류 지역이다.

## 역사
- 가구수는 255가구, 인구는 1,275명(모두 1920년 당시).
- 가나자와시에 편입된 후 아와사키와 고로시마의 2개의 오아자는 그대로 가나자와시의 정명으로 계승되었다.

## 연혁
- 1889년 4월 1일 - 정촌제 시행에 의해 2개 촌의 구역을 가지고 아와가사키촌이 성립하였다.
- 1935년 12월 16일 - 가타즈촌. 아와가사키촌. 요네마루촌. 구라쓰키촌, 오노정이 가나자와시에 편입되었다.

## 참고문헌
- 角川日本地名大辞典 17 石川県 - 角川書店
- 「書府太郎」石川県大百科事典改訂版 - 北國新聞社
- 金沢・町物語 町名の由来と人と事件の四百年 - 能登印刷出版部